# 置賜地方
置賜地方（日语：／ Okitama chihō */?）是指山形縣東南部的地區。置賜地方擁有以東南部米澤市為中心的米澤都市圈、其北側的以南陽市為中心的南陽都市圈、位於兩者之西的長井都市圈三大都市圈。置賜地方相當於舊置賜郡，四面被奧羽山脈、吾妻山地、飯豐山地等山峰包圍。由於置賜地方位於盆地，因此一日內溫差較大。冬季受季風影響，降雪較多。